# Gypsy Woman (She's Homeless)
Gypsy Woman (She's Homeless), conosciuto anche come Gypsy Woman (la da dee), è un singolo della cantante statunitense Crystal Waters, pubblicato il 3 aprile 1991 come primo estratto dal primo album in studio Surprise.

## Descrizione
Il brano è stato scritto da Neal Conway e Waters e prodotto da Teddy Douglas e Jay Steinhour. La canzone è particolarmente celebre per l'uso ripetuto dei versi  "LaDaDee, LaDe Da".
La canzone ebbe un'immensa popolarità nei primi anni novanta, arrivando a raggiungere le vette delle classifiche di diversi paesi.
Quando la canzone stava per uscire dalle varie classifiche, nel 1992 ne fu prodotto un nuovo remix, ad opera di Joey Negro, che donò al brano un altro lungo periodo di popolarità. Della canzone sono stati proposti numerosi remix, cover e campionamenti, tra cui Deep Down del dj brasiliano Alok con Ella Eyre e Kenny Dope, We Got That Cool del dj olandese Afrojack con Yves V e il duo svedese Icona Pop e I'm His, He's Mine di Katy Perry e Doechii.

## Tracce
7" Single (Mercury 868 396-7 (PolyGram) [de] / EAN 0042286839677)
1. Gypsy Woman (La Da Dee La Da Da) (Strip to the Bone Edit) – 3:42
2. Gypsy Woman (La Da Dee La Da Da) (Hump Instrumental Mix) – 4:53

## Classifiche
| Classifiche   | Posizione raggiunta |
| ------------- | ------------------- |
| Italia        | 1                   |
| Svizzera      | 1                   |
| Paesi Bassi   | 1                   |
| Germania      | 2                   |
| Regno Unito   | 3                   |
| Austria       | 3                   |
| Svezia        | 8                   |
| Francia       | 11                  |
| Australia     | 11                  |
| Nuova Zelanda | 50                  |